# Pardosa iniqua
Pardosa iniqua este o specie de păianjeni din genul Pardosa, familia Lycosidae. A fost descrisă pentru prima dată de O. P.-cambridge, 1876.
Este endemică în Egipt. Conform Catalogue of Life specia Pardosa iniqua nu are subspecii cunoscute.